# Cynanchum de-filippii
Cynanchum de-filippii là một loài thực vật có hoa trong họ La bố ma. Loài này được Delponte mô tả khoa học đầu tiên năm 1871.